# ProjectLibre

ProjectLibre es un software de administración de proyectos de código abierto, similar a Microsoft Project.
ProjectLibre corre sobre la plataforma Java, lo que permite ejecutarlo en varios sistemas operativos.
ProjectLibre fue lanzado en agosto de 2012 y ya ha sido bajado desde más de 175 países.
Ha sido votado como proyecto de código abierto del mes de octubre de 2012 por la comunidad de SourceForge.

## Historia
ProjectLibre fue desarrollado por los fundadores del proyecto abandonado OpenProj, soporte para el cual fue suspendido hacia comienzos de 2009.
En 2012, los fundadores anunciaron una nueva rama del proyecto y en agosto de ese año lanzaron una nueva versión llamada ProjectLibre.
ProjectLibre está siendo reescrito, por lo que en un futuro no muy lejano dejará de ser una rama de OpenProj.

## Características
La versión actual incluye:
- Compatibilidad con Microsoft Project 2010.
- Interfaz de usuario basado en cintas (Ribbon UI).
- Gestión del Valor Ganado
- Diagrama de Gantt
- Gráficos PERT.
- Diagrama de estructura analítica de recursos (RBS).
- Diagrama de Estructura de descomposición del trabajo (WBS).
- Informes de uso de tareas

## Comparación con MS Project
Comparado a MS Project, ProjectLibre tiene una interfaz de usuario similar y una metodología similar para la construcción de un plan de proyecto: se crea una lista de tareas indentadas o una estructura de descomposición del trabajo (WBS), se establecen duraciones, se crean enlaces y se asignan recursos. Las columnas (campos) son las mismas en ambos productos. Las características de costos son también las mismas: labor, tasa por hora, uso de materiales y costos fijos.

## Mejoras de ProjectLibre
- Importar desde y exportar a Microsoft Project 2010.
- Impresión
- Exportar a PDF (sin restricciones).
- Una nueva interfaz de usuario basada en cintas.
- Compatibilidad completa con Microsoft Project 2010.